# Jacob Engle
Jacob Engle, né Jacob Engel (1753-1854), fut le leader le plus important des River Brethren à l'époque de leur émergence.

## Biographie
Engle est né en Suisse en tant que quatrième fils d'Ulrich Engel et d'Anna née Brächbühl. En bas âge, il a émigré avec sa famille du Corgémont en Pennsylvanie pour fuir les persécutions religieuses. Ils ont navigué depuis Rotterdam et sont arrivés à Philadelphie le 1er octobre 1754. Ils ont établi une ferme dans le nord-ouest du comté de Lancaster, en Pennsylvanie.
Dans les années 1770, un réveil religieux a balayé les colonies de Mennonites d'origine suisse et sud-allemande le long de la rivière Susquehanna dans le comté de Lancaster, ce qui a conduit à la formation des River Brethren. Jacob Engle, assisté de son frère John, est devenu le leader des River Brethren émergents. En 1776, le groupe des River Brethren s'est organisé et Jacob a été nommé premier évêque. Au milieu des années 1800, plusieurs groupes se sont séparés des River Brethren et le plus grand groupe a pris le nom de Brethren in Christ.